# Торки (Росія)
Торки (рос. Торки) — сільце в Кадуйському районі Вологодської області Російської Федерації.

## Географія
Розташоване за 73 км від райцентру — селища Кадуй. 

## Клімат
У селі помірно-континентальний клімат. Зима довга, але м'яка, триває п'ять місяців. Весна та осінь прохолодні. Найнижча середня температура у січні, найвища у липні. 
Опадів випадає більше влітку та восени. Найменша кількість опадів випадає у січні. 

## Історія
До 2015 року Торки входили до Барановського сільського поселення, наприкінці 2010-х є частиною сільського поселення Семизер'я.